# Чжан Цюн'юе
Чжан Цюн'юе (12 березня 2004 , Гірин, Цзілінь ) — китайська стрільчиня, бронзова призерка Олімпійських ігор 2024 року.

## Виступи на Олімпіадах
| Олімпіада  | Дисципліна                            | Місце |
| ---------- | ------------------------------------- | ----- |
| Париж 2024 | гвинтівка з трьох положень, 50 метрів | 3     |

## Зовнішні посилання
- Чжан Цюн'юе на сайті ISSF (англійська)
- Чжан Цюн'юе на сайті Olympics.com (англійська)